# آلن دیلی
آلن دیلی (انگلیسی: Alan Daley; ۱۱ اکتبر ۱۹۲۷ – ۲۰۰۸ (۸۰−۸۱ سال)) بازیکن فوتبال اهل بریتانیا بود.
از باشگاه‌هایی که در آن بازی کرده‌است می‌توان به باشگاه فوتبال منزفیلد تاون، باشگاه فوتبال کمبریج یونایتد، باشگاه فوتبال دونکستر راورز، باشگاه فوتبال پیتربورو یونایتد، باشگاه فوتبال هال سیتی، باشگاه فوتبال کرو آلکساندرا، باشگاه فوتبال بوستون یونایتد، باشگاه فوتبال اسکانتورپ یونایتد، باشگاه فوتبال استوک‌پورت کانتی، باشگاه فوتبال کوربی تاون، باشگاه فوتبال کاونتری سیتی، و باشگاه فوتبال وورکساپ تاون اشاره کرد.